# Ишимбайские электрические сети
Ишимбайские электрические сети — производственное отделение ООО «Башкирские распределительные электрические сети». Они обеспечивают электроэнергией города Ишимбай, Стерлитамак, Салават и 5 административных районов: Аургазинский, Гафурийский, Ишимбайский, Стерлибашевский и Стерлитамакский, а также ОАО «Газпром нефтехим Салават», ОАО «БСК», ЗАО «Каучук», предприятия АНК «Башнефть», Башкирское отделение КЖД.

## История
В первые годы Ишимбаевских нефтепромыслов электроэнергию вырабатывали полукустарные мелкие электростанции и небольшие фабрично-заводские котельные, а топливом для них служили сырая нефть, попутный газ и мазут. В 1932 году на правом берегу реки Белой заработала временная электростанция мощностью 13 кВт, построенная для обеспечения нужд нефтеразведки. Затем было начато строительство первой очереди Ишимбайской центральной электростанции (ЦЭС) мощностью 5000 кВт (запуск - 15 июля 1936 года).
Предприятие образовано в 1936 году как трест «Ишимбайэлектроток» ("государственный трест" (т. е. стратегическое предприятие) с 11 мая 1943). В состав треста вошло головное предприятие управление «Электроток» треста «Ишимбайнефть» с переподчинением непосредственно «Главэнергонефти». При реорганизации 1943 года в состав треста вошли: Ишимбайская ЦЭС, управление высоковольтных сетей, хозяйства по обслуживанию электромоторных установок и низковольтных сетей предприятий Ишимбайнефти, Энергосбыт.
С началом Великой Отечественной войны оборонная промышленность страны потребовала многократного увеличения добычи и переработки нефти. Резко возросла и потребность в электромощностях и 15 ноября 1942 года введена в действие вторую очередь ЦЭС мощностью 15 тысяч киловатт.
Управление высоковольтных сетей обеспечивало электроэнергией от Ишимбайской ЦЭС потребителей Стерлитамака и других близлежащих районов. Наряду с трестом «Туймазынефть» курировала строительство тепловой электростанции на пересечении реки Ик и железнодорожной магистрали Бугульма — Уфа для обеспечения добычи нефти на Девонском месторождении (ныне — ЗАО «ТГК Уруссинская ГРЭС»).
Первый руководитель высоковольтных сетей в тресте «Ишимбайэлектроток» — Васяев Иван Михайлович, затем (до ТЭЦ-2) директор Ишимбайской ЦЭС, перешёл на должность директора Уфимской ТЭЦ-2.
В 1953 году Ишимбайская ЦЭС, высоковольтные сети в составе 3-х подстанций 35/6 кВ, трёх ЛЭП 35 кВ и Энергосбыт перешли из системы Министерства нефтяной промышленности СССР в РЭУ «Башкирэнерго» Министерства электростанций и электропромышленности СССР.
23 декабря 1963 года ЦЭС и район высоковольтных сетей были включены в состав системы «Башкирэнерго» под общим названием Ишимбайские электрические сети РЭУ «Башкир-энерго», в зону обслуживания которой вошли Ишимбай, Салават, Стерлитамак – города с высокоразвитой промышленностью – и пять сельскохозяйственных районов: Ишимбайский, Стерлитамакский, Стерлибашевский, Аургазинский и Гафурийский.
"В 60-е годы прошлого века, когда произошел стремительный рост промышленности, строительства жилья и соцкультобъектов, продолжилось и бурное развитие энергетики. Так, в 1965 году на предприятии организовали отдел капитального строительства, который занимался проектированием, комплектацией и сооружением самых крупных в республике электролиний напряжением 500 тысяч вольт («Уфа – Магнитогорск») и 220 тысяч вольт («Кумертау – Уфа»), подстанции  «Ашкадар», реконструкцией и расширением Ишимбайской ТЭЦ и других важных объектов.
За 1965-1995 годы было построено более 18 тысяч километров электролиний, 46 трансформаторных подстанций высокого напряжения и около тысячи подстанций в сельской местности. А в Ишимбае была сооружена новая котельная, оснащенная тремя современными водогрейными и тремя мощными паровыми котлами.
Тогда же построили питающее топливом ТЭЦ мазутное хозяйство, газопроводы высокого давления. С целью охраны окружающей среды были возведены очистные сооружения,  а также железобетонные дымовые трубы высотой 100 и 150 метров".
(Ю. ГАЗИЗОВ, заслуженный работник Министерства топлива и энергетики России, почетный гражданин муниципального района. ПУСТЬ СИЯЕТ В ОКНАХ СВЕТ!)
27 марта 2015 ПО «Ишимбайские электрические сети» ввели в строй первый в ООО «Башкирэнерго» и первый в Республике Башкортостан управляемый автоматизированный модульный разъединитель. Основная его особенность в том, что для оперирования коммутационным аппаратом теперь нет необходимости выезда оперативного персонала на место установки закорачивающих устройств. Все режимы работы управляемого разъединителя, информация об авариях и несанкционированных проникновениях по GSM-каналу выводятся на автоматизированное рабочее место (АРМ) диспетчера и позволяют в легкодоступной форме в диалоговом режиме управлять автоматизированным приводом

## Сфера деятельности
В настоящее время сетевое хозяйство ИЭС характеризуется следующими показателями:
- площадь обслуживаемой территории 13213,2 км²;
- количество подстанций- 54
- количество РЭС - 5;
- количество ТП и РП – 2117;
- протяженность по трассе ВЛ 35-110 кВ по трассе– 1210,3 км;
- протяженность по трассе ВЛ 6 -10 кВ – 3794,7 км,
- КЛ 6-10 кВ – 70,42 км,
- ВЛ 0,4 кВ – 3261,9 км,
- КЛ 0,4 кВ – 303,55 км;
- установленная мощность ПС 35-110 кВ – 1161,6 МВА;